# Cantón de Ouzouer-le-Marché
El cantón de Ouzouer-le-Marché era una división administrativa francesa, que estaba situada en el departamento de Loir y Cher y la región de Centro-Valle de Loira.

## Composición
El cantón estaba formado por doce comunas:
- Binas
- La Colombe
- Membrolles
- Moisy
- Ouzouer-le-Doyen
- Ouzouer-le-Marché
- Prénouvellon
- Semerville
- Tripleville
- Verdes
- Vievy-le-Rayé
- Villermain

## Supresión del cantón de Ouzouer-le-Marché
En aplicación del Decreto n.º 2014-213 de 21 de febrero de 2014, el cantón de Ouzouer-le-Marché fue suprimido el 22 de marzo de 2015 y sus 12 comunas pasaron a formar parte; diez del nuevo cantón de La Beauce y dos del nuevo cantón de Le Perche.